# Werner Heine
Werner Heine (* 14. August 1935 in Roßleben; † 18. Juni 2022) war ein deutscher Fußballspieler im Bereich des DDR-Fußball-Verbandes. In dessen höchster Spielklasse, der DDR-Oberliga, spielte Heine für den SC Dynamo Berlin, den BFC Dynamo und den 1. FC Union Berlin. Für die DDR-Nationalmannschaft bestritt Heine 29 A-Länderspiele. Später war er als Fußballtrainer tätig.

## Fußball-Laufbahn

### Oberligastart beim SC Dynamo Berlin
Nach seinen Stationen als Nachwuchsspieler bei den Betriebssportgemeinschaften Aktivist in Roßleben und Aktivist in Nebra kam Heine 1954 im Alter von 19 Jahren zur neu gegründeten Fußballsektion des SC DHfK Leipzig. Mit zwei Fußballmannschaften, die in der zweitklassigen DDR-Liga antraten, sollte der SC DHfK Kaderschmiede für junge Fußballtalente werden. Nach nur einem halben Jahr wurde das Projekt wegen Erfolglosigkeit gestoppt, beide Mannschaften aufgelöst und deren Spieler an andere Mannschaften der Oberliga und Liga abgegeben. Werner Heine wurde im Februar 1955 zum Erstligisten SC Dynamo Berlin delegiert, wo er als Verteidiger in der Rückrunde der Saison 1954/55 aber noch nicht eingesetzt wurde. In der Übergangsrunde 1955 bestritt er als Stammspieler alle 13 Partien, nachdem Heine am 1. Spieltag dieser Einfachrunde beim 4:0-Auswärtssieg der Dynamos gegen den SC Aktivist Brieske-Senftenberg in der höchsten Spielklasse debütiert hatte. In der folgenden Spielzeit 1956, von da an für fünf Jahre im Kalenderjahrrhythmus ausgetragen, stieg der SC Dynamo aus der Oberliga ab, sodass Heine ab 1957 wieder in der Zweitklassigkeit anzutreten hatte. Parallel wurde er 1956 ebenso in der Bezirksligaelf SC Dynamo Berlin 1b eingesetzt, mit der er die Berliner Bezirksmeisterschaft nach den Endspielen gegen die BSG Lokomotive Lichtenberg (1:0, 4:0) gewann und darüber den Aufstieg in die drittklassige II. DDR-Liga realisierte.

### DDR-Auswahlspieler
Nach dem sofortigen Wiederaufstieg der 1. Mannschaft spielte sich Heine dort so weit in den Vordergrund, dass er in den Kader der B-Nationalmannschaft aufgenommen wurde. In den Jahren 1958 und 1959 bestritt er sechs B-Länderspiele, in denen er in der Regel als zentraler Abwehrspieler eingesetzt wurde. Sein erstes A-Länderspiel bestritt Heine am 5. Oktober 1958 im Freundschaftsspiel DDR – Bulgarien (1:1), in dem er auf seiner Standardposition in der zentralen Abwehr aufgeboten wurde. Er hatte auf dieser Position sofort einen Stammplatz in der Nationalmannschaft inne, den er bis Anfang 1964 behaupten konnte. Den Höhepunkt in seiner Nationalmannschaftslaufbahn erlebte Heine am 2. Juni 1963, als er die DDR-Nationalelf beim Länderspiel gegen England als Kapitän aufs Spielfeld führte. Sein letztes und 29. A-Länderspiel absolvierte Heine am 23. Februar 1964 beim Freundschaftsspiel Ghana – DDR (3:0). Außerdem wirkte Heine 1959 in der Olympiaauswahl in den beiden Ausscheidungsspielen gegen die DFB-Amateure (0:2, 1:2) für die Spiele in Rom und das dort ausgetragene Fußballturnier mit.

### Pokalsieg 1959 und Ende beim BFC Dynamo
Ein weiterer Höhepunkt in Heines Fußballkarriere waren die beiden Pokalendspiele 1959, in denen sich der SC Dynamo mit Heine als zentralem Abwehrspieler nach einem 0:0 nach Verlängerung im Wiederholungsspiel mit 3:2 gegen den SC Wismut Karl-Marx-Stadt durchsetzte. Bis 1964 war er auch beim SC Dynamo der gesetzte Innenverteidiger, zum Abschluss der Oberligasaison 1962/63 wurde er in einer von der Zeitschrift „Deutsches Sportecho“ veranstalteten Trainerumfrage als bester Innenverteidiger ermittelt. Mit Beginn der Saison 1964/65 rückte er auf die rechte Abwehrseite. Seine letzte Oberligasaison für den SC Dynamo, dessen Fußballsektion Anfang 1966 in den Berliner FC Dynamo umgewandelt wurde, bestritt Heine 1965/66. Nachdem er zuvor in die 2. Mannschaft zurückgestuft worden war, kam er erst durch den Ausfall des neuen Rechtsverteidigers Jochen Carow für sechs Spiele am Saisonende in der Oberligaelf zum Einsatz.

### Karriere-Ende beim 1. FC Union
Mit der Rolle als Reservist wollte sich der 31-jährige Heine nicht abfinden und wechselte zur Saison 1966/67 nach 194 Oberligaspielen und 13 Oberligatoren für Dynamo zum Stadtrivalen und Oberligaaufsteiger 1. FC Union Berlin. Nach 16 Oberligaeinsätzen mit zwei Torerfolgen, in denen er hauptsächlich wieder als Innenverteidiger eingesetzt wurde, beendete Heine im Sommer 1967 seine Laufbahn als Fußballspieler im Leistungsbereich.

### Fußballtrainer
Nach seiner Karriere als Fußballspieler arbeitete Heine bis 1971 als Nachwuchstrainer bei Union Berlin. Danach war er bis 1974 Assistenztrainer beim Oberligisten Wismut Aue. Später war er bei der viertklassigen BSG Motor in Wildau (1974–1984), die er 1975 in die Ost-Berliner Drittklassigkeit führte, und beim Bezirksligisten Stahl Hennigsdorf (1984/85) verantwortlicher Übungsleiter. Von 1990 bis 1992 trainierte Heine die Junioren des BSV Spindlersfeld im Berliner Osten. Ab 2000 betreute er die Altherrenmannschaft des MSV 19 Rüdersdorf.